# Montagne Noire
Montagne Noire (z języka francuskiego Czarne Góry) – pasmo górskie w południowej Francji. Położone w południowej części Masywu Centralnego, na pograniczu departamentów Tarn, Hérault Górna Garonna i Aude. Najwyższym wzniesieniem pasma jest szczyt Pic de Nore (1211 m n.p.m.).